# Unità per la semplificazione
L'Unità per la semplificazione (chiamata anche Unità per la semplificazione e la qualità della regolazione) è un ufficio della Presidenza del Consiglio dei ministri.

## Storia
Tra il 2008 e il 2011, durante il governo Berlusconi IV, per la prima volta le competenze in tema di semplificazione furono affidate a un apposito ministro per la semplificazione normativa, Roberto Calderoli. In precedenza, l'attività di semplificazione normativa era invece stata svolta dal Dipartimento della funzione pubblica (come ad esempio nel caso delle leggi Bassanini nell'ambito della delegificazione dell'amministrazione pubblica).
Dal 2011, con il governo Monti e i governi successivi, la responsabilità dell'Unità per la semplificazione è stata affidata ai rispettivi ministri per la pubblica amministrazione.
Nel 2022, il governo Meloni affida le competenze alla ministra per le riforme istituzionali Elisabetta Casellati.

## Funzioni
L’Unità, istituita dalla legge 9 marzo 2006, n. 80, fornisce il supporto generale al Ministro ed al Comitato interministeriale di indirizzo delle politiche di semplificazione.
All’Unità sono attribuiti, ai sensi del D.P.C.M. 12 giugno 2013, i seguenti compiti e funzioni:
- istruire il piano annuale d’azione per la semplificazione d’intesa con i competenti uffici del Dipartimento della funzione pubblica della Presidenza del Consiglio dei Ministri, anche ai fini della predisposizione dei relativi disegni di legge;
- promuovere e coordinare la semplificazione dell’ordinamento giuridico, l’abrogazione di norme desuete o disapplicate, il riassetto della normativa vigente mediante redazione di codici e testi unici, fornendo, altresì criteri generali per l’attività di codificazione promosse dalle singole amministrazioni;
- promuovere e coordinare le iniziative di semplificazione connesse all’attuazione della normativa in materia di digitalizzazione della pubblica amministrazione;
- promuovere e coordinare l’attuazione e le disposizioni in materia di digitalizzazione della pubblica amministrazione di competenza del Ministro della pubblica amministrazione e della semplificazione;
- collaborare con l’ufficio legislativo del Ministro per le iniziative di riduzione dello stock normativo e per ogni altra iniziativa connessa alle attività dell’Unità;
- coordinare, riferendone al Ministro, le iniziative specifiche ed i gruppi di lavoro costituiti dalle singole amministrazioni al fine di assicurare la coerenza degli interventi per la semplificazione e la qualità della regolazione, garantendo in ciascuna di esse la presenza di componenti dell’Unità ed invitando periodicamente i responsabili delle singole iniziative ai lavori dell’Unità;
- promuovere forme di raccordo con il Parlamento e con gli altri soggetti titolari di poteri normativi per il miglioramento del processo legislativo;
- assicurare lo scambio di informazioni e la reciproca collaborazione ed assistenza con le amministrazioni statali al fine di garantire il perseguimento degli obiettivi di semplificazione e qualità della regolazione.

## Elenco dei ministri per la semplificazione normativa
- Ministri per la semplificazione normativa della Repubblica Italiana

L'elenco comprende il nominativo di tutti i ministri che hanno ricoperto tale incarico, pur assumendo nominativi diversi nel corso del tempo.